# Alexander Ivanov (schaker)

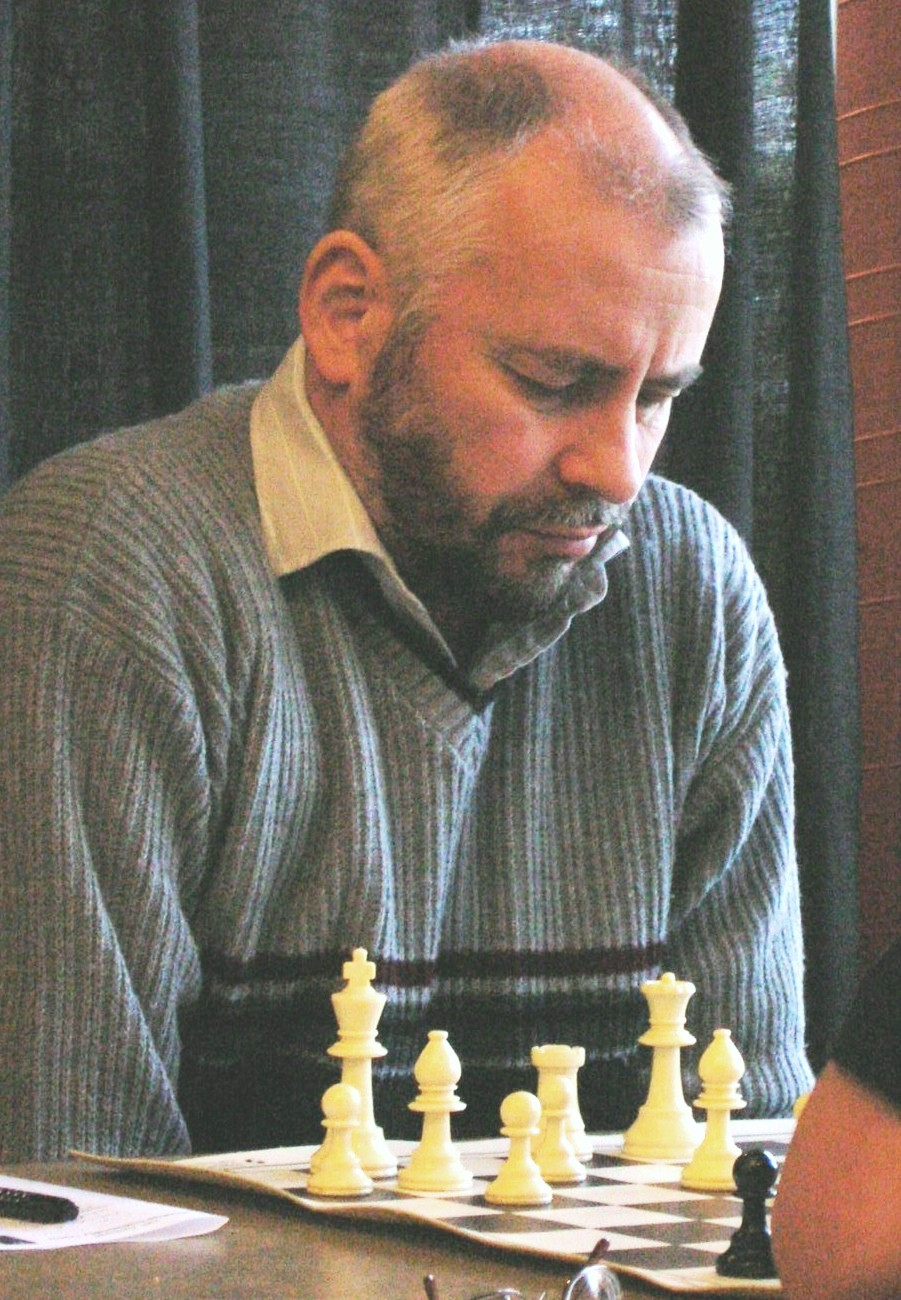
Aleksandr Ivanov
(foto: Steve Stepak)

Aleksandr Vladimirovitsj Ivanov (Russisch: Александр Владимирович Иванов) (Omsk, 1 mei 1956) is een Russisch-Amerikaans schaker. Hij is, sinds 1991, grootmeester (GM).
In 1988 emigreerde Ivanov naar de Verenigde Staten, waar hij in 1995 kampioen van de USA werd.

## Schaakcarrière
Ivanov leerde het schaken van zijn vader, een journalist uit Archangelsk. Hij werd getraind door Jan Karbasnikov, die ook trainer was van Wolodymyr Malanjuk en Natalja Konopljowa.
Ivanov won met het Russische team de USSR Jeugdkampioenschappen van 1973 in Vilnius en had met 8 pt. uit 8 de beste prestatie aan het tweede bord. In 1974 won hij met het team van Burewestnik (waarin o.a. Vasili Smyslov, Mark Tajmanov en Juri Balasjov) de teamkampioenschappen voor sportverenigingen in Moskou; aan het jeugdbord scoorde hij 5,5 pt. uit 9. In 1974 behaalde hij de titel Sportkampioen van de USSR, de norm daarvoor bereikte hij bij de halve finale van de Russische kampioenschappen. Bij het Europees Jeugdkampioenschap voor spelers tot 20 jaar, gehouden 1974/75 in Groningen, werd hij eerste in de B-groep.
In de jaren 70 studeerde Ivanov af in de economie aan de Lomonosov-Universiteit in Moskou. In volgende jaren woonde hij in Gorki en Klaipėda.
- Met het team van de Sowjet-Unie werd hij bij de wereldkampioenschappen voor teams met spelers tot 26 jaar in Mexico-Stad in 1978 tweede en in 1980 eerste.
- In 1980 was hij met Edvins Kengis gedeeld eerste op het USSR-toernooi voor jongeren in Riga.
- In 1981 en 1983 nam hij met het Litouwse team deel aan de USSR-teamkampioenschappen in Moskou.
- Het kampioenschap van de Baltische Republiek won hij in 1982 in Pärnu en in 1987 in Kuldīga, gedeeld met Lembit Oll en Leonid Bassin.
- In 1988 emigreerde hij naar de Verenigde Staten. Bij het Biel Open Internationaal toernooi in 1989 werd hij derde na Matthias Wahls en Lev Gutman. In 1988[1] werd hij Internationaal Meester (IM), drie jaar later werd hij grootmeester (GM). Een van de GM-normen had hij behaald bij de Arnold Cup 1991 in Gausdal.
- In 1989, 2000, 2001 en 2006 werd hij gedeeld eerste bij het World Open.
- In augustus 1992 werd hij gedeeld eerste met Anatoli Karpov en Boris Gulko op het goed bezette snelschaak-toernooi in Moskou; hij werd derde na tiebreak.
- Eind 1995 werd hij gedeeld winnaar, met Nick de Firmian en Patrick Wolff bij het kampioenschap van de Verenigde Staten in Modesto.
- Met een Elo-rating van 2600 was hij in januari 1997 nummer 60 van de wereld.
- In 1998 werd hij in San Felipe (Venezuela) winnaar van het Kampioenschap van het Amerikaans Continent.
- Het 28e World Open (Open Wereldkampioenschap), dat van 28 juni tot en met 4 juli 2000 in Philadelphia gespeeld werd, eindigden acht spelers met 7 pt. uit 9 ronden, onder wie Aleksandr Ivanov. Na de beslissingsmatch (tie-break) was Joel Benjamin de winnaar.
- In 2002 speelde aan het tweede reservebord van het Amerikaanse team bij de 35e Schaakolympiade in Bled (Slovenië).[2]
- In het 31e World Open, dat in juli 2003 in Philadelphia gespeeld werd, eindigde Ivanov op de dertiende plaats met 6,5 punten.
- Op het 32e World Open, dat van 30 juni tot en met 4 juli 2004 in het Adams Mark Hotel in Philadelphia gespeeld werd, werd Ivanov na de tie-break negende.
- In augustus 2005 werd, met 152 deelnemers, in Buenos Aires het Kampioenschap van het Amerikaans Continent gespeeld, dat met 8,5 uit 11 door Lazaro Bruzon gewonnen werd. Alexander Ivanov eindigde met 7,5 punt op een gedeelde derde plaats.
- In oktober 2005 speelde hij mee in het Femida 2005-schaaktoernooi, dat in Charkov gespeeld werd en dat met 7,5 uit 11 gewonnen werd door Georgy Arzumanian. Ivanov eindigde met 5,5 punten op een vijfde plaats.
- Bij het 4e Kampioenschap van het Amerikaans Continent in 2007 in Cali (Colombia) eindigde hij gedeeld eerste.
- Hij nam vier deel aan het toernooi om het FIDE Wereldkampioenschap, kwam daarbij niet verder dan de tweede ronde.

In de United States Chess League speelt hij sinds 2012 voor de New England Nor'easters.
Ivanov was trainer van het VS-vrouwenteam, van Vasili Smyslov en van Gata Kamsky.
Ivanov woont met zijn echtgenote Esther Epstein, Meester bij de Vrouwen (WIM), in Newton (Massachusetts).